# 瑞尼维尔
瑞尼维尔（法語：Juniville，法語發音：[ʒynivil]）是法国大東部大區阿登省的一个市镇，属于勒泰勒区。

## 地理
瑞尼维尔（49°23'51"N, 4°22'57"E）面积26.2 平方千米，位于法国大東部大區阿登省，该省份为法国北部内陆省份，西接埃纳省，南至马恩省，东临默兹省，北与比利时接壤。
与瑞尼维尔接壤的市镇（或旧市镇、城区）包括：阿兰库尔、阿内勒、欧松斯、比尼库尔、梅尼勒莱皮努瓦、拉讷维尔-昂图尔讷-阿菲伊、佩尔特。

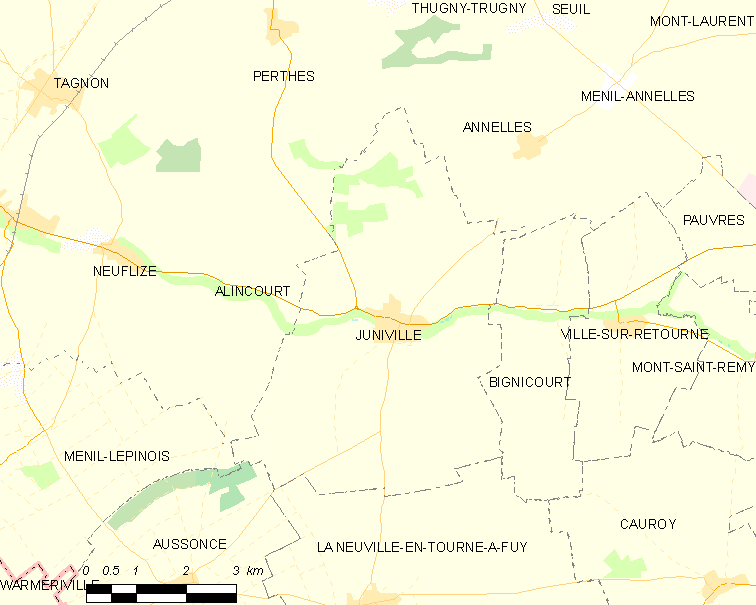
瑞尼维尔的OSM定位图

瑞尼维尔的时区为UTC+01:00、UTC+02:00（夏令时）。

## 行政
瑞尼维尔的邮政编码为08310，INSEE市镇编码为08239。

## 政治
瑞尼维尔所属的省级选区为波尔西安堡县。

## 人口

1962-2008年间瑞尼维尔人口变化图示

瑞尼维尔于2022年1月1日时的人口数量为1232人。